# ФК Чарлтон атлетик
ФК Чарлтон атлетик (енгл. Charlton Athletic F.C.) је фудбалски клуб из Енглеске који се тренутно такмичи у Првој лиги Енглеске, трећем рангу такмичења. Основан је 9. јуна 1905. године. Чарлтон атлетик је још један од познатих фудбалских колектива из Лондона, а њихов највећи ривал је такође лондонски клуб Кристал палас. Чарлтон наступа на стадиону The Valley (Долина). Овај фудбалски клуб је познат по својим црвеним дресовима које носи од оснивања.

## Историја
Чарлтон атлетик је основан 9. јуна 1905. од стране групе тинејџера у области Чарлтон у Лондону, која данас више није насељена. У раним годинама развој клуба је био отежан, јер је у близини такође постојао, тада један од највећих клубова тог времена Вулвич Арсенал (данашњи ФК Арсенал). Након пресељења Вулвич Арсенала у северни део града, популарност и име Чарлтона су све више добијали на значају. Године 1913. Чарлтон добија прилику да игра у професионалној лиги и од тада креће његов успон све до данашњих дана.
Чарлтон атлетик је неколико пута у својој историји мењао стадионе, па је тако између осталог настало и то велико ривалство са Кристал паласом. Међутим, од 1992. они су на свом тренутном стадиону. За најватреније присталице Чарлтона је резервисан северни део стадиона који они још називају и The Covered End.

## Тренутни састав
| Бр. |                 | Позиција | Играч              |
| --- | --------------- | -------- | ------------------ |
| 1   | Енглеска        | Г        | Дило Филипс        |
| 2   | Холандија       | О        | Анферне Дајкстел   |
| 3   | Енглеска        | О        | Луис Пејџ          |
| 4   | Пољска          | О        | Кристијан Белик    |
| 5   | Њемачка         | О        | Патрик Бауер       |
| 6   | Енглеска        | О        | Џејсон Пирс        |
| 7   | Јамајка         | С        | Марк Маршал        |
| 8   | Енглеска        | С        | Џејк Форстер-Кески |
| 9   | Монтсерат       | Н        | Лајл Тејлор        |
| 10  | Република Ирска | Н        | Били Кларк         |
| 11  | Енглеска        | С        | Тарик Фосу         |
| 12  | Северна Ирска   | С        | Бен Ривс           |

| Бр. |                 | Позиција | Играч         |
| --- | --------------- | -------- | ------------- |
| 14  | Ангола          | Н        | Игор Ветокеле |
| 15  | Енглеска        | С        | Дарен Претли  |
| 16  | Северна Ирска   | С        | Џејми Вард    |
| 17  | Енглеска        | С        | Џо Арибо      |
| 18  | Енглеска        | Н        | Карлан Грант  |
| 20  | Енглеска        | О        | Крис Соли     |
| 21  | Енглеска        | Г        | Џед Стир      |
| 23  | Француска       | О        | Наби Сар      |
| 24  | Република Ирска | С        | Џођ Кулен     |
| 25  | Енглеска        | Н        | Ники Ајосе    |
| 32  | Енглеска        | С        | Џорџ Лепсли   |

## Стручни штаб
| Позиција          | Име           |
| ----------------- | ------------- |
| Власник           | Ролан Духатле |
| Председник        | Мајкл Слејтер |
| Менаџер           | Ли Бовијер    |
| Асистент менаџера | Џони Џексон   |

## Познати играчи
1. Скот Паркер
2. Марк Кинсела
3. Пол Кончески
4. Алан Пардју
5. Жозе Семедо